# 12-й Могилёв-Подольский укреплённый район

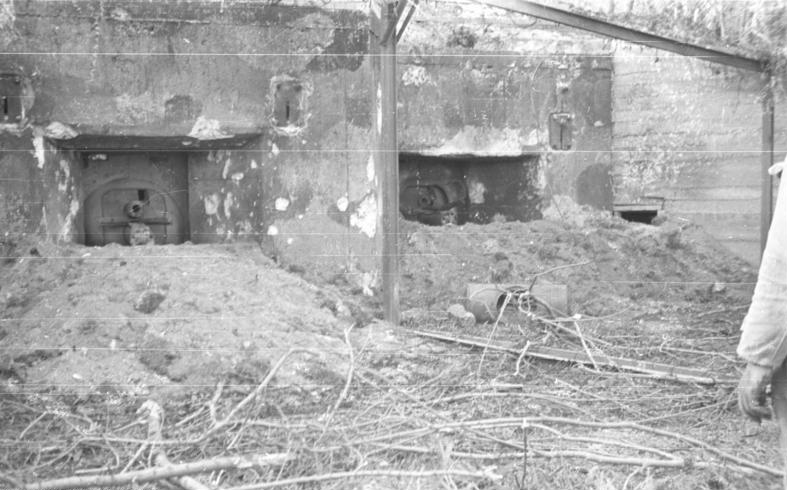
Разрушенные капонирные установки 76-мм пушки обр. 1902 на лафете обр. 1932 в 12 УРе

12-й Могилёв-Подольский укреплённый район (12 УР, Могилёв-Ямпольский УР) — комплекс оборонительных сооружений, возведённый в 30-х гг. XX в. в Украине. Проходил по восточному берегу Днестра и примыкал правым флангом к Летичевскому УР.

## История
В 1931 году Комиссия обороны приняла решение о начале строительства в Украинском военном округе (УВО) 5 новых укрепрайонов: Коростенского, Летичевского, Могилёв-Ямпольского, Рыбницкого и Тираспольского. Строительство 12 УР было завершено к 1938 году.
26 июля 1938 года Главный Военный совет Красной Армии Киевский военный округ преобразовал в Киевский Особый военный округ и создал в округе армейские группы. Могилёв-Ямпольский укреплённый район вошёл в состав Винницкой армейской группы.
Протяжённость укрепрайона составила 120 км, а глубина — до 5 км. Его особенностью было то, что практически не имел предполья, так как передовым рубежом была река Днестр и её обрывистые берега. Правый фланг УРа (с. Серебрия) примыкал к Летичевскому УРу, левый фланг заканчивался у с. Грушки, взаимодействуя с Рыбницким укрепрайоном.
Основной задачей 12 УРа было прикрытие линии государственной границы и защита района развертывания полевых армий.
Согласно докладной записке заместителя наркома НКВД Украины Б. З. Кобулова от 16 января 1939 года, на территории Могилёв-Ямпольского укреплённого района имелось 297 огневых сооружений (279 дотов и 18 артиллерийских полукапониров). УР был разбит на два сектора: 1-й сектор находился на правом фланге УР и располагался на территории Мурованокуриловецкого, Новоушицкого, Ярышевского и частично Могилёв-Подольского районов, а 2-й сектор на левом фланге УРа на территории Ямполь-Подольского и частично Могилёв-Подольского районов.
Кобулов отмечал, что материальная часть огневых сооружений на тот момент находилась в неудовлетворительном состоянии. На территории 2-го сектора три огневых полукапонира — «Скала», «Партизан» и «Мюд» — не имели фильтровентиляционного оборудования. В ОПК «Сталин», «Ежов» и «Димитров» фильтры имелись, но отсутствовали вентиляторы мощностью 5 тыс. м³/час. Кроме того, был обнаружен ряд других серьёзных недостатков в состоянии полукапонирной артиллерии, укомплектованности штата, боевой подготовки и т. д.
В начале Великой Отечественной войны 12 УР входил в состав 12-й армии Юго-Западного фронта, однако затем был переподчинён 18-й армии Южного фронта.
В июле 1941 года немцы прорвали Летичевский УР и начали развивать наступление в южном и юго-восточном направлениях, угрожая обходом правому крылу Южного фронта. В результате этого утром 19 июля штаб фронта издал директиву № 20/ОП, согласно которой всё вооружение и имущество Могилёв-Подольского УР должно было быть вывезено, а оборонительные сооружения УР взорваны.
В ночь с 21 на 22 июля командующий войсками 18-й армии приказал командиру 55-го стрелкового корпуса и частям Могилёв-Подольского УР отойти на рубеж Вапнярка — Мястковка — Грушка и к утру 22 июля занять там оборону. Осуществление вывоза вооружений и взрыв УРа возлагалось на командира 55-го ск ск.
31 августа 1941 года укреплённый район был расформирован.

## Состав
- Управление УР
- 41-й отдельный пулемётный батальон
- 50-й отдельный пулемётный батальон
- 135-й отдельный батальон связи
- 153-й отдельный сапёрный батальон
- 230-й отдельный автотранспортный батальон
- 85-й полевой автохлебозавод[4]

## Подчинение
| На дату    | Фронт              | Армия      |
| ---------- | ------------------ | ---------- |
| 01.07.1941 | Юго-Западный фронт | 12-я армия |
| 10.07.1941 | Южный фронт        | 18-я армия |
| 01.08.1941 | Южный фронт        | 18-я армия |

## Коменданты
- Давыдовский (Давидовский), Яков Львович  (1931—1933).
- Филиповский, Михаил Сергеевич ( ? - 05 января 1935).
- Раудмец, Иван Иванович (05 январь 1935 — 11 июня 1937)[5].
- Парусинов, Филипп Алексеевич (июль 1937 — июль 1938).
- Могилёвчик, Евдоким Андреевич (июнь 1940 — март 1941),генерал-майор.
- Игнатьев, Сергей Александрович (с марта 1941), полковник.